# Nancy Olivieri
Nancy Fern Olivieri – kanadyjska lekarka, członkini Royal College of Physicians and Surgeons of Canada, czołowa specjalistka hematologii z Toronto, badaczka związana z leczeniem hemoglobinopatii.
Nancy Olivieri urodziła się w Hamilton w prowincji Ontario. Jej ojciec pracował tam jako pediatra. Studiowała na Uniwersytecie w Toronto, który ukończyła w 1975. W 1978 ukończyła medycynę na McMaster University. Posiada specjalizację z chorób wewnętrznych i z hematologii, osiągnęła w tych dziedzinach uznany dorobek naukowy. Związana była ze Szpitalem dla Chorych Dzieci należącym do Wydziału Medycznego Uniwersytetu w Toronto, na którym zajmuje stanowisko profesorskie. Pracowała również na Harvard University. Jest autorką około 200 publikacji naukowych, prac przegladowych i rozdziałów książek.
Dr Olivieri stała się znana z trwającego długi czas konfliktu ze Szpitalem dla Chorych Dzieci i koncernem farmaceutycznym Apotex. Spór dotyczył wprowadzania leku deferipronu.

Olivieri badała efekty stosowania deferipronu

Badania dotyczyły stosowania deferipronu w terapii talasemii. Tę chorobę genetyczną leczy się częstymi transfuzjami, co powoduje przeładowanie organizmu żelazem, odkładającym się w licznych narządach, w tym w wątrobie czy w sercu, co upośledza ich funkcjonowanie. By zapobiec takim powikłaniom, stosuje się związki chelatujące kationy żelaza. Od lat 80 XX wieku używa się w tym celu deferoksaminy, stosowanej w infuzji podskórnej za pomocą pompy. Podaż taka jest długotrwała; zwłaszcza u młodych pacjentów powoduje to opór. Natomiast deferiprom wprowadzano jako doustny związek chelatujący żelazo.
Wcześniej próby kliniczne z udziałem deferipronu prowadzono w Anglii. Nancy Olivieri zainteresowała się badaniami nowego specyfiku. Pracując w największym ośrodku związanym z badaniami nad talasemią na kontynencie północnoamerykańskim, przystąpiła do badań. W 1988 jej projekt badawczy uzyskał zgodę stosownych ciał kolegialnych. Rozpoczęto próby pilotażowe, okres trwania których określono na 2 lata, dobierając do nich probantów, którzy nie mogli leczyć się deferoksaminą bądź też nie zgadzali się na taką terapię.
Wyniki napawały optymizmem. Badaczka, pragnąc dalej kontynuować badania, wystąpiła do Rady Badań Medycznych o sfinansowanie kolejnych badań, nad którymi pracowała aż do 1993.
Satysfakcjonujące wyniki pilotażu hematolożka chciała potwierdzić próbą długoterminową, której oznaczono LA-03, a także badaniem z randomizacją, z kontrolą w postaci deferoksaminy. Nadano mu symbol LA-01. Większość probantów, których wybrano do LA-03, uczestniczyła wcześniej w badaniach Olivieri nad deferipronem. Tym razem jednak skuteczność specyfiku i bezpieczeństwo jego używania miało określać stężenie żelaza w wątrobie. Tym razem Rada badań Medycznych postawiła przez uczoną warunek znalezienia sponsora w obrębie przemysłu farmaceutycznego. Została nim firma Apotex. W 1993 podpisano kontrakt na 3 lata, na podstawie którego Nancy Olivieri i jej współpracownik doktor farmakologii Gideon Koren otrzymywali sumę 120000 dolarów rocznie na przeprowadzenie randomizowanego badania. Naukowcy podpisali też klauzulę poufności, zabraniającą im dzielić się jakimikolwiek informacjami dotyczącymi tej próby klinicznej przez następne 4 lata, z wyłączeniem działań potrzebnych dla rejestracji deferipronu i jego wprowadzenia na rynek. Klauzula ta nie została przedstawiona komisji etycznej, która analizowała protokół próby klinicznej. Stała w sprzeczności z obowiązującymi regulacjami. W 1994 internistka przedstawiła jeszcze projekt krótkoterminowych, za to wieloośrodkowych i międzynarodowych badań nad toksycznością deferipronu, LA-02. W 1995 podpisano kontrakt na przeprowadzenie badań LA-02 i LA-03. W tym pierwszym przypadków również objął on klauzulę poufności. W tym samym roku Olivieri wspólnie z kolegami opublikowała w New England Journal of Medicine pracę, w której pozytywnie oceniała wpływ deferipronu – u wszystkich 10 pacjentów odnotowano spadek stężenia żelaza.
W 1996 Olivieri rozpoczęła pracę w Sri Lance, badając talasemię beta. W tym samym roku weszła w końcu w skład grupy badawczej mającej za zadanie przeprowadzić badanie kliniczne w celu oceny stosowania leku deferipronu u osób cierpiących na talasemię we wspomnianej próbie. W przebiegu badania Olivieri napotkała dowody świadczące o nieskuteczności stosowanej substancji. U kilku probantów stężenie żelaza w wątrobie było wysokie. Wyglądało na to, że efektywność badanej substancji maleje. Badaczka dowiedziała się o tym jeszcze w 1996. Natomiast w lutym 1997 dysponowała też dowodami na toksyczność badanej substancji, powodującej włóknienie wątroby. Badaczka zwróciła się do koncernu Apotex o zgodę na poinformowanie komisji badawczej i probantów. Widziała potrzebę zmiany w protokole badania. Firma odmówiła, podważając sposób oznaczania żelaza w wątrobach probantów, uznała też, że Olivieri nie ma wystarczających kwalifikacji. W końcu jednak wyrażono zgodę na kontakt Olivieri z komisją. Badaczka poinformowała komisję etyczną nadzorującą badanie. Komisja etyczna zaleciła Olivieri poinformowanie probantów o rzeczonej sprawie. Apotex w swej odpowiedzi zwrócił uwagę, że badaczka podpisała wcześniej klauzulę poufności, a informowanie probantów o jej zastrzeżeniach, które swoją drogą Apotex podważał, naruszyło by tę klauzulę. Należy jednak zauważyć, że przywoływana przez koncern klauzula nie dotyczyła badania LA-03, tymczasem firma zabraniała badaczce informowania jakichkolwiek probantów, co nie miało podstaw prawnych. Jednakże koncern utrzymywał, że badanie LA-03 miało jedynie charakter pomocniczy względem LA-02. Co więcej, koncern zagroził użyciem wszystkich dostępnych środków prawnych przeciwko lekarce, jeśli podzieli się ona swymi wnioskami z probantami. Pomimo tego Olivieri ujawniła przed nimi swe obawy, a Apotex zakończył część badania, w którą hematolożka była zaangażowana. Odbyło się to zgodnie z prawem, gdyż Apotex zastrzegł sobie możliwość jednostronnego przerwania badań. Uzasadniał swą decyzję utratą wiary w działanie leku przez Oivieri. Hematolożka nie zgadzała się z tą decyzją, uzasadniając to działaniem deferipronu u części probantów. Wystąpiła z mediacją do dziekana, który nie poparł jej dążeń. Z drugiej strony Apotex wspierał zarówno uniwersytet, jak i szpital, finansowo.
W 1996, wbrew rozumieniu przez Apotex klauzul poufności, Olivieri podzieliła się swoimi wnioskami z badania LA-03 na konferencji Amerykańskiego Towarzystwa Hematologicznego. Olivieri poinformowała też probantów o działaniach niepożądanych leku, odstawiła go u osób, u których powodował wspomniane działania niepożądane, cały czas stosując go jednak u tych, u których oddziaływał pozytywnie. W 1998 New England Journal of Medicine opublikował jej pracę sugerującą, że deferipron powoduje postępujące włóknienie wątroby.
Konflikt w końcu zainteresował media. Celem jego zbadania powołano komisję, na czele której stanął dr Arnold Naimark z Uniwersytetu w Manitobie. W 1998 ukazał się raport tej komisji. Wytknął on nieprawidłowości zarówno po stronie dyrekcji Szpitala dla Chorych Dzieci, zarzucając jej brak stworzenia procedur odwoławczych i w efekcie niesprawiedliwe traktowanie badaczy uwikłanych w konflikty ze sponsorami, jak też po stronie dr Olivieri, kwestionując jej kompetencje jako naukowca. W efekcie w 2009 uczona została pozbawiona funkcji dyrektora programu studiów nad hemoglobinopatiami. Obecnie uważa się, że raport Naimarka opierał się między innymi o fałszywe informacje o Olivieri rozpowszechniane przez jednego z jej współpracowników.
Rzecznik Uniwersytetu w Toronto, profesor David Naylor, obecnie prezydent Uniwersytetu, a wtedy dziekan Wydziału Medycyny oraz prorektor do spraw relacji z instytucjami ochrony zdrowia, oraz inni z nim związani wypowiadali się publicznie, że Olivieri czyniła zaawansowane, w widoczny sposób nieprawidłowe zarzuty przeciwko innym, używała setek tysięcy dolarów z funduszy wykładowców, po czym nie umiała przyznać się do błędu.
Przełom nastąpił w latach 1999–2000. Władze uniwersytetu zmieniły swój punkt widzenia. Olivieri przywrócono na zajmowane niegdyś stanowisko. Potwierdzono także jej swobody akademickie i zadeklarowano pomoc finansową w sporze z Apotexem. Pomimo tego władze szpitala nadal trwały przy swym uprzednim punkcie widzenia. Śledztwo prowadzone przez Canadian Association of University Teachers (CAUT) ujawniło w 2001, że jeden z krytyków Olivieri, Gideon Koren, anonimowo wysyłał listy dyskredytujące Olivieri do mediów i kolegów. Badacz ten po ustaniu umowy, którą podpisał z Apotexem, przeszedł do tej firmy. Koren początkowo zaprzeczał, jakoby odpowiadał za anonimy, ale dowody bazujące na badaniach DNA powiązały go z listami, spotkała go reprymenda. Ten liczący ponad pół tysiąca stron raport uznawał postępowanie Olivieri za właściwe. Krytykował zaś władze uniwersytetu za zbyt mało wsparcia udzielanego badaczom. Naylor wytykał jednak błąd CAUT jako trzymającemu stronę Olivieri, wytykając brak niezależności komisji.
Odkrycie Olivieri wywołało kontrowersje, sprawdzono je z wykorzystaniem danych klinicznych zgromadzonych przez Apotex. Tymczasem środowisko bioetyków kanadyjskich przemilczało sprawę.
Deferipron dopuszczono do użytku w ponad 50 krajach, ale nie w Kanadzie. W USA zaakceptowano go w 2011 dzięki przyśpieszonemu programowi FDA. W 1996 Europejski Trybunał Sprawiedliwości uznał, że Olivieri nie ma prawa sprzeciwiać się dopuszczeniu deferipronu do sprzedaży na terenie Unii Europejskiej.
Choć Olivieri doceniono za determinację w obronie integralności badacza i wolności akademickiej, niektórzy krytycy uznali, że szuka rozgłosu, argumentując, że niezasłużenie znalazła się na piedestale.
Olivieri zawalczyła o większą wolność akademicką, starając się o mniejszą kontrolę badań przez koncerny farmaceutyczne. Sytuację tę szeroko opisywano i badano przez Canadian Association of University Teachers. Otrzymała w 2009 AAAS Award for Scientific Freedom and Responsibility za niestrudzoną determinację, że bezpieczeństwo pacjentów i integralność badacza mają pierwszeństwo przed instytucyjnymi i komercyjnymi interesami, oraz za odwagę w bronieniu tych zasad w obliczu poważnych konsekwencji. Fundacja Shafeek Nader uhonorowała ją też nagrodą Joe Callawaya. Otrzymała też Community Champion Award i Milner Memorial Award, którą to nagrodę przyznało Kanadyjskie Stowarzyszenie Nauczycieli Akademickich.
Przypadek Nancy Olivieri odegrał ważną rolę w debacie nad związkami łączącymi naukę i biznes. Przyczynił się on do namysłu nad błędem publikacyjnym (obecnie Międzynarodowy Komitet Redaktorów Pism Medycznych nakazuje publikować również badania, które się nie powiodły), nad konfliktami pomiędzy instytucjami naukowymi, ich sponsorami, zespołami badawczymi i konkretnymi badaczami na poziomie makro, mezo i mikro. Zwrócił uwagę na niebezpieczeństwo komercjalizacji badań naukowych, a także zbyt słabą ochronę probantów przed dominującym modelem komisji etycznych, reprezentujących głównie naukowców, a także ograniczenia ich niezależności.